# Kawther El Bardi
Pour les articles homonymes, voir Bardi (homonymie).
Kawther El Bardi ou Kaouther El Bardi (arabe : كوثر الباردي), née le 5 mai 1969, est une actrice et animatrice de télévision tunisienne connue pour son rôle de Hayet dans la série Nsibti Laaziza.

## Biographie
Kawther El Bardi commence sa carrière de comédienne dans la troupe municipale de théâtre de Tunis.
Au cinéma, elle joue dans Poussière de diamant (1992) de Mahmoud Ben Mahmoud et Fadhel Jaïbi puis interprète le rôle de Meriam dans le film Tunisiennes (1998) de Nouri Bouzid.
En 2003, elle incarne le rôle de Bahija dans la série Chez Azaïez aux côtés de Kamel Touati et Sofiène Chaâri. En 2010, elle obtient le rôle de Hayet dans la série Nsibti Laaziza, rôle qui la rend populaire auprès du public tunisien.
L'actrice participe également à l'émission Sofiène show de Sofiène Chaâri, ainsi qu'à l'émission Memnou Al Rjel (Interdit aux hommes) diffusée sur Nessma, où elle présente la rubrique « famille ».
Depuis de nombreuses années, Kawther El Bardi est l'image de Jadida, une marque tunisienne de margarine.

## Filmographie

### Cinéma
- 1992 : Poussière de diamant de Mahmoud Ben Mahmoud et Fadhel Jaïbi
- 1997 : Tunisiennes de Nouri Bouzid : Meriam
- 1998 : Festin (court métrage) de Mohamed Damak
- 2004 : Noce d'été de Mokhtar Ladjimi
- 2006 : Fleur d'oubli de Salma Baccar : Saïda

### Télévision

#### Séries tunisiennes
- 1992 : Liyam Kif Errih de Slaheddine Essid : Fatma
- 1993 : El Assifa d'Abdelkader Jerbi : Aziza
- 1995 :
  - Faj El Raml de Mohamed Ghodhbane et Hussein Mahnouche
  - Da3bel Akhou Dahbel de Noureddine Chouchane, Hassan Ghodhbane et Mohsen Arfaoui : Nafissa, la femme de Dahbel
  - Handhala Abou Rayhana de Fawaz Abdelaki, Marwen Baraket et Mohsen Arfaoui
- 1997 :
  - Al Moutahadi de Moncef Kateb : Najet
  - Bent El Khazef de Habib Mselmani et Abdellatif El Béhi : Atika
- 1998 : Ichka w Hkeyet de Slaheddine Essid, Mongi Ben Tara et Ali Louati
- 1999 : Anbar Ellil de Habib Mselmani : Aïcha
- 2001 : Dhafayer de Habib Mselmani
- 2002 : Farhat Lamor d'Ezzedine Gannoun : Farah
- 2003 : Chez Azaïez de Slaheddine Essid : Bahija
- 2004 : Loutil de Slaheddine Essid : Jamila (Jiji)
- 2007 : Fi Kol Youm Hkeya
- 2008-2009 : Maktoub (saisons 1-2) de Sami Fehri : Chelbia alias Chobbi
- 2010-2018 : Nsibti Laaziza de Slaheddine Essid : Hayet El Béhi
- 2012 : Dar Louzir de Slaheddine Essid : Halima
- 2020 : El Hajr Essihi de Mamdouh Abdelghaffar, Youssef Hammami et Bilel Missaoui : Noura
- 2021 : Ken Ya Makenech (saison 1) d'Abdelhamid Bouchnak : Blanche-Neige
- 2022 : Baraa de Mourad Ben Cheikh et Sami Fehri : Mounira
- 2023 : Capitaine Majed de Mohamed Ali Mihoub : Amina
- 2025 :
  - Sahbek Rajel de Kaïs Chekir : Souad
  - Yasmine et Fella de Nabil Bessaïda : Yasmine

#### Séries algériennes
- 2008-2009 : Djemai Family de Djaffar Gacem : Sakina
- 2015, 2017 et 2021 : Sultan Achour 10 (saisons 1-2-3) de Djaffar Gacem : Ennouria

#### Téléfilms
- 2007 : Puissant de Habib Mselmani

#### Émissions
- 2009-2010 : Sofiène show sur Tunisie 7 : juge
- 2010-2012 : Memnou Al Rjel (Interdit aux hommes) sur Nessma : animatrice de la rubrique « famille »
- 2013 : Sghaier Saghroun sur Nessma : animatrice
- 2014 : Couzinetna Hakka sur Nessma : animatrice
- 2016 : Materna Show (saison 2) sur Tunisna TV : animatrice

#### Vidéos
- 2007 : spot publicitaire pour la marque tunisienne de beurre Jadida
- 2018 : spot publicitaire pour les magasins Aziza

## Radio
- 2014 : Jawwek 9-12 sur Radio IFM : animatrice

## Théâtre
Kawther El Bardi est également comédienne de théâtre. Elle a participé à de nombreuses pièces :
- 2004 :
  - Dar El Hana, texte de Jalel Eddine Saâdi et mise en scène d'Ikram Azzouz : Saïda
  - Ah, Ah, ya Mahbouba d'Abdelaziz Meherzi
- 2009 :
  - Chwaya Meddonia de Jalel Eddine Saâdi et Yosra Kasbaoui
  - Hira w Tchitine, texte et mise en scène de Zouhair Erraies[3]
- 2011 :
  - Ellil Zéhi, adaptation et mise en scène de Farhat Jedid[4]
  -  Mosaïque, texte et mise en scène de Zouhair Erraies
- 2013 : Ahwal, texte et mise en scène de Mohamed Kouka[5]
- 2014 : 24h ultimatum, texte de Jalel Eddine Saâdi et mise en scène de Mongi Ben Hafsia
- 2015 : Dhalamouni Habaybi, mise en scène d'Abdelaziz Meherzi[6]
- 2016 : Cauchemar, mise en scène de Zouhair Erraies
- 2017 : Mamma mia, mise en scène de Chekib Ghanmi
- 2018 : Taïeb a toussé, texte de Mohsen Ben Nfissa et mise en scène d'Abdelaziz Meherzi
- Le Génie de la passion, texte de Tahar Fazaa et mise en scène d'Ikram Azzouz
- Ala Wahda w Noss, texte de Kawther El Bardi et Jalel Eddine Saâdi, mise en scène de Zouhair Erraies